# إرفورت
إرْفُرت أو (نقحرة: إرفورت) هي مدينة ألمانية[ ؟ ]، تأسست في القرن الثامن ميلادي، يقطعها نهر Gera، وهي عاصمة ولاية تورنغن و تتعبر مدينة إرفُرت أكبرها من حيث عدد السكان. يوجد في مدينة إرفُرت مؤسسات ذات أهمية كبيرة ومنها محكمة العمل الإتحادية و جامعة إرفُرت وهناك أيضاَ جامعة تطبيقية وأيضا كاتدرائية.

## توأمة
لإرفُرت اتفاقيات توأمة مع كل من:
- جيور (1971 - )[9]
- فيلنيوس (1972 - )[10]
- كاليش (1982 - )[11]
- ماينتس (1988 - )[12]
- ليل (1988 - )[13]
- شاوني (1993 - )[14]
- سان ميغيل دي توكومان (8 مارس 1993 - )[15]
- لوفتش (مايو 1996 - )[16]
- حيفا (6 فبراير 2000 - )[17]
- شوزهو (26 نوفمبر 2005 - )[18]
- كاتي (مايو 2009 - )[19]
- بياتشنزا
- Lovech Municipality [الإنجليزية]‏

## أعلام
- سيغفريد هيرمان
- ماكس فيبر
- ألفرد ويبر
- يوهان باش
- أديلهيد ديتريش
- كليمينز فريتز
- يوهان جاكوب بيرناردي
- يوخن مولر
- يوهان كريستوف باش
- إدغار فديكند

## وصلات خارجية
- http://www.erfurt.de/ef/en
- https://web.archive.org/web/20150924023020/http://www.dmoz.org/World/Deutsch/Regional/Europa/Deutschland/Th%C3%BCringen/St%C3%A4dte_und_Gemeinden/E/Erfurt